# Голуб рудохвостий
Голуб рудохвостий (Nesoenas mayeri) — рідкісний птах, ендемік острова Маврикій; вид, якого завдяки вчасно вжитим охоронним і розплідним заходам було врятовано на межі вимирання.

## Зовнішній вигляд
Рудохвостий голуб отримав свою назву від тьмяно-рожевого кольору пір'я на голові, плечах і череві. Крила в птаха темно-коричневі, хвіст широкий, червоно-коричневого забарвлення. Птахам притаманний темно-червоний колір неопереної частини ніг і дзьоба, кінчик дзьоба світліший. Очі темно-коричневі, оточені кільцем червоної шкіри. Довжина тіла дорослого птаха від кінчика дзьоба до кінчика хвоста — 32-38 см, вага, в середньому, близько 350 грам.
Голос:
У польоті рудохвості голуби видають негучний ритмований крик «ху-хуу». Самцям також притаманний дзвінкіший і довший територіальний крик «куу-кууу».

## Поширення
Рудохвостий голуб тепер живе лише на острові Маврикій (в історичний час жив також на більшому острові Реюньйон, але там вимер), а також на маленькому острівці О-Егрет біля південно-східного узбережжя Маврикія, куди був інтродукований в рамках програми відновлення виду. Звичним середовищем життя виду є специфічні для Маврикія гірські вічнозелені ліси, які збереглися тільки на дуже невеликих площах. У цих лісах рожеві голуби надають перевагу щільно зарослим ділянкам із великою кількістю зелені та ліан.
Карта розповсюдження виду на о. Маврикій

## Живлення
У природі рудохвостий голуб споживає майже виключно ендемічні для Маврикія рослини, поїдаючи бруньки, молоді пагони, листя, квіти, плоди та насіння, залежно від виду рослин і пори року. Завезені на острів людиною рослини, такі як гуаява, витісняючи аборигенні види, залишають голубів без джерел живлення.
Трофічні пристосування рудохвостого голуба роблять його важливим розповсюджувачем насіння аборигенних рослин Маврикію, що є вагомим фактором їхнього виживання. Таким чином, скорочення чисельності даного птаха утруднює відновлення типових острівних лісів.
У теперішній час на додаток до природного живлення дикі рудохвості голуби можуть отримувати додаткову їжу на спеціальних пунктах підгодівлі, де для них виставляють розчавлені кукурудзяні зерна, пшеницю та інші злаки. В основному дика популяція голубів вдається до відвідин таких пунктів у період годування пташенят, коли потреба у трофічних ресурсах значно зростає; тож вони не є абсолютно критичними для існування виду. В зоопарках рожевих голубів годують сумішами, що складаються з різних видів злаків, фабричних пластівців, фруктів, зелені та моркви. Також у неволі птахи самостійно (при можливості) живляться листям і квітами живих рослин.

## Спосіб життя та розмноження
Рудохвості голуби звичайно живуть невеликими зграями, а в період розмноження формують моногамні пари, які ведуть територіальний спосіб життя, захищаючи невелику територію від інших представників виду. Пошук місця для гніздування відбувається на початку шлюбного сезону, котрий звичайно розпочинається в серпні або вересні (в тих зоопарках Північної півкулі, де рожеві голуби розмножуються, вони можуть це робити протягом всього року, але найчастіше навесні або влітку). Самці залицяються до самок, використовуючи шлюбну поведінку, що досить близька до такої європейських голубів: ходять навколо неї, витягнувши шию та роздмухуючи зоб. Після залицяння відбувається парування, а потім пара починає будувати гніздо у вигляді досить крихкої та рихлої платформи з тонких гілочок, куди самиця відкладає звичайно два білі яйця. Насиджування триває приблизно два тижні, протягом яких самиця насиджує кладку вночі та вранці, а самець — протягом дня.
Виведені пташенята сліпі, мають рідке біле пухоподібне оперення і не можуть самостійно годуватись. Їхні очі розплющуються приблизно через тиждень. Протягом перших днів життя батьки годують пташенят практично виключно так званим пташиним молоком — білуватим пастоподібним секретом, що виділяється стінками зобу. Цей секрет містить велику кількість протеїнів та жирів, що забезпечують комплексні потреби організму. У міру зростання пташенят батьки починають додавати в їхній раціон усе більше твердої їжі й одночасно знижувати в ньому кількість пташиного молока; повністю на твердий корм пташенята переходять приблизно на десятий день життя.
Пташенята злітають із гнізда у віці трьох-чотирьох тижнів, але батьки продовжують їх годувати ще 15-20 днів. Молоді птахи лишаються біля гнізда кілька місяців, а статевої зрілості досягають наступного року. В неволі самиці звичайно не розмножуються після 10-11-річного віку, в той час як самиці здатні до розмноження аж до віку 17-18 років. Максимальна тривалість життя вважається рівною 18-20 рокам. Самці в середньому живуть на 5 років довше, аніж самки. Це призводить до надлишку самців у популяціях як у дикій природі, так і в неволі.

## Історія виду та охорона
Перші європейські поселенці прибули на Маврикій 1638 року. Вони почали інтенсивне полювання на місцевих птахів — таких, наприклад, як знищений ними дронт. Але, як виявилось, рожевий голуб практично не зазнав шкоди від полювання. Судячи зі всього, це відбулося з огляду на розповіді матросів про те, що його м'ясо отруйне. Такі історії мають під собою деяке підґрунтя: справа в тому, що рудохвостий голуб харчується насінням отруйних для людини рослин, отруйні речовини з якого можуть на нетривалий час затримуватись у м'язах птаха та призводити до отруєння людини, якщо голуба було впольовано в цей період.
Вперше новий вид Columba mayeri описав у 1843 році французький природознавець Флоран Прево для книжки Полін Кніп. Вид назвали mayeri на честь колекціонера з Маврикія M. Gustave Mayer, який, імовірно, надіслав перший описаний екземпляр. На його честь також названо метелика Mocis mayeri. Пізніше вид віднесли до новоутвореного роду Streptopelia разом з мадагаскарською горлицею (Streptopelia picturata). З 2005 року рудохвостого голуба відносять до роду Nesoenas.
З кінця 19 століття рудохвостий голуб вважався рідкісним, з чисельністю популяції в кілька сотень птахів. Наприкінці 1950-х років існувало лише 40-60 рожевих голубів, а 1990 року природна популяція скоротилась до 10 птахів, які гніздились в єдиному невеликому гаї завезеного на Маврикій велетенської туї (Cryptomeria japonica). Завдяки цьому рожевий голуб отримав статус найрідкіснішого голуба на Землі.
Досі точно не відомо, що призвело до такого катастрофічного зниження чисельності, але орнітологи вважають, що причиною, найвірогідніше, стала комбінація таких факторів, як знищення первісних лісів, інтродукція екзотичних для Маврикія рослин та тварин (особливо хижих), та забруднення середовища пестицидами. Свій внесок додали і періодичні циклони, що також руйнують місця проживання рожевих голубів; але цей фактор, притаманний ареалу виду протягом всієї його історії, призводив лише до періодичних коливань чисельності, і не міг завдати катастрофічного впливу за відсутності інших.
З 1977 року заходи із штучного відтворення виду почали втілюватись в Дарреллівському фонді зі збереження дикої природи. В рамках цієї програми почалося розмноження рудохвостих голубів у Джерсійскому зоопарку та в аварії Блек Рівер на Маврикії.
Тепер у неволі утримують близько 200 рудохвостих голубів (з них близько 120 в приблизно двадцяти зоопарках Європи); природна популяція на кінець 2004 — початок 2005 року оцінювалась в 359—395 птахів, які формували чотири відокремлені ареали на острові Маврикій, а також населяли острівець О-Егрет, з невеликим обміном особинами між популяціями.
Тепер найбільшою загрозою для існування виду на Маврикії вважають знищення кладок і пташенят японською макакою-крабоїдом (Macaca fascicularis), мангустом Herpestes auropunctatus, щурами та здичавілими кішками. Незважаючи на активне та досить масштабне здійснення заходів із відновлення природного довкілля на Маврикії, фактор руйнування навколишнього середовища і далі завдає відчутного впливу на стан популяції цього птаха. Загалом, серед науковців немає впевненості в тому, що рудохвостий голуб зможе вижити в природі в теперішній час за умови припинення охоронно-відновлювальних заходів (таких як захист ареалу від проникнення інтродукованих на острів хижаків, розмноження в неволі з наступною реакліматизацію тощо).